# Sheikh Mujibur Rahman
Sheikh Mujibur Rahman (en bengalí, শেখ মুজিবুর রহমান; romanización del bengalí: Shekh Mujibur Rôhman) (17 de marzo de 1920 - 15 de agosto de 1975) fue un político bengalí y el líder fundador de Bangladés, considerado el Padre de la Patria. Encabezó la Liga Awami, fungió como el primer presidente de Bangladés y, más tarde, como primer ministro. Es popularmente conocido como Sheikh Mujib y con el título honorífico de Bangabandhu (বঙ্গবন্ধু Bôngobondhu, "Amigo de Bengala"). 
Su hija mayor, Sheikh Hasina fue primera ministra de Bangladés desde 2009 hasta su derrocamiento en 2024.

## Biografía

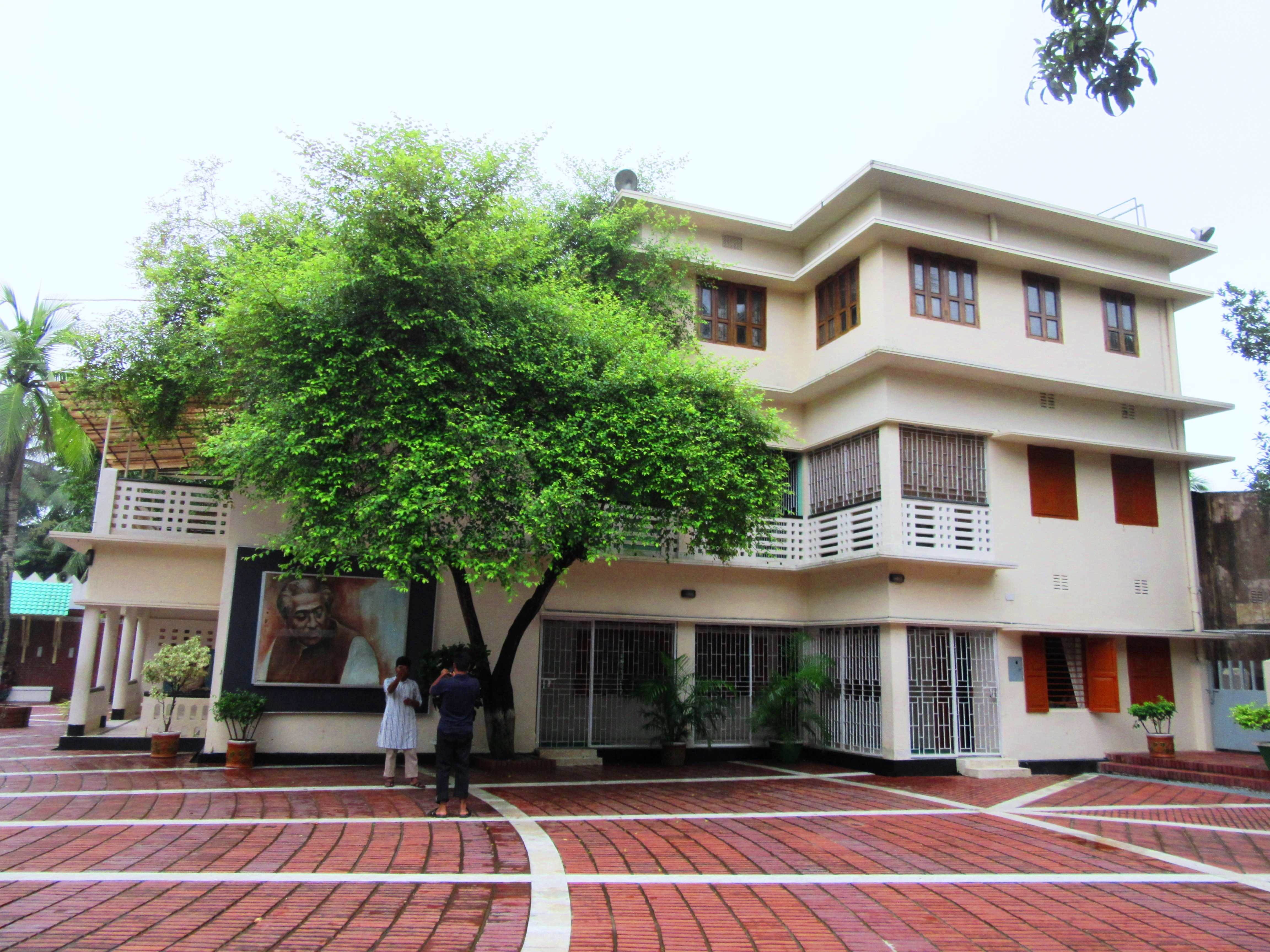
La casa de la familia Sheikh–Wazed

Mujib nació en Tungipara, una aldea en el distrito de Faridpur en la provincia de Bengala en la India británica. su padre Sheikh Lutfur Rahman, un serestadar (secretario de la corte) de la corte civil de Gopalganj, y su madre Sheikh Sayera Khatun. Nació en una familia musulmana bengalí como el tercer hijo de una familia de cuatro hijas y dos hijos. Sus padres solían llamarlo con adoración "Khoka".
En 1929, Mujib ingresó a la clase tres en la Escuela Pública de Gopalganj, y dos años más tarde, a la clase cuatro en la Escuela Secundaria Madaripur Islamia. Desde muy temprana edad Mujib mostró un potencial de liderazgo. Sus padres señalaron en una entrevista que organizó una protesta estudiantil en su escuela para la destitución de un director inepto. Mujib se retiró de la escuela en 1934 para someterse a una cirugía ocular y regresó a la escuela solo después de cuatro años, debido a la gravedad de la cirugía y la lenta recuperación.
Más tarde, pasó su Matriculación de Gopalganj Missionary School en 1942, Intermediate of Arts de Islamia College (ahora Maulana Azad College) en 1944 y BA de la misma universidad en 1947. Después de la partición de la India, fue admitido en la Universidad de Daca para estudiar derecho, pero no completó el curso porque fue expulsado de la universidad a principios de 1949 acusado de "incitar a los empleados de cuarta clase" en su agitación contra la indiferencia de la autoridad universitaria hacia sus legítimas demandas. Después de 61 años, en 2010, la expulsión fue retirada por injusta y antidemocrática.

## Trayectoria
Siendo un líder político estudiantil, Mujib se introdujo en la política de Pakistán Oriental y en las filas de la Liga Awami, como un orador carismático y enérgico. Defensor del socialismo, Mujib se hizo popular por su liderazgo en contra de la discriminación étnica e institucional de los bengalíes. Demandó aumentar la autonomía provincial y se convirtió en un fiero oponente del régimen militar de Ayub Khan. En la intensificación de las tensiones entre las facciones, Mujib bosquejó un plan de autonomía de 6 puntos, que fue visto como separatista en Pakistán Occidental. Fue procesado en 1968 por presunta conspiración con el Gobierno de la India, pero no fue encontrado culpable. A pesar de haber liderado su partido en una victoria mayoritaria en las elecciones de 1970, Mujib no fue invitado a formar parte del gobierno.
Después del fracaso de las conversaciones con el presidente pakistaní Yahya Khan y el político de Pakistán Occidental Zulfikar Ali Bhutto, Mujib fue arrestado y estalló una guerra de guerrillas entre las fuerzas gubernamentales y los nacionalistas bengalíes ayudados por la India. Más tarde esa querra escaló y una guerra entre el Ejército pakistaní y las fuerzas conjuntas de India y Bangladés estalló desde entonces, la cual llevó al establecimiento de Bangladés como Estado independiente. 
Tras su liberación, Mujib asumió el cargo de presidente provisional y, más tarde de primer ministro. Incluso cuando fue adoptada una constitución que proclamaba el socialismo y una democracia aconfesional, Mujib luchó para enfrentar los desafíos de la pobreza intensa y el desempleo, junto con una corrupción desenfrenada. En medio de una agitación popular en alza, prohibió otros partidos políticos y se declaró a sí mismo presidente vitalicio en 1975. 
Tras solo siete meses, Mujib fue asesinado el 15 de agosto de 1975, junto con la mayor parte de su familia por un grupo de oficiales del ejército en un golpe de Estado. 12 de ellos fueron condenados más tarde a muerte por el crimen y 5 de ellos fueron ejecutados el 27 de enero de 2010. El resto se convirtió en prófugos de la Justicia. Uno de ellos murió en Zimbabue en el 2001 y otro fue capturado y posteriormente ejecutado el 12 de abril de 2020.

### Movimiento en seis puntos

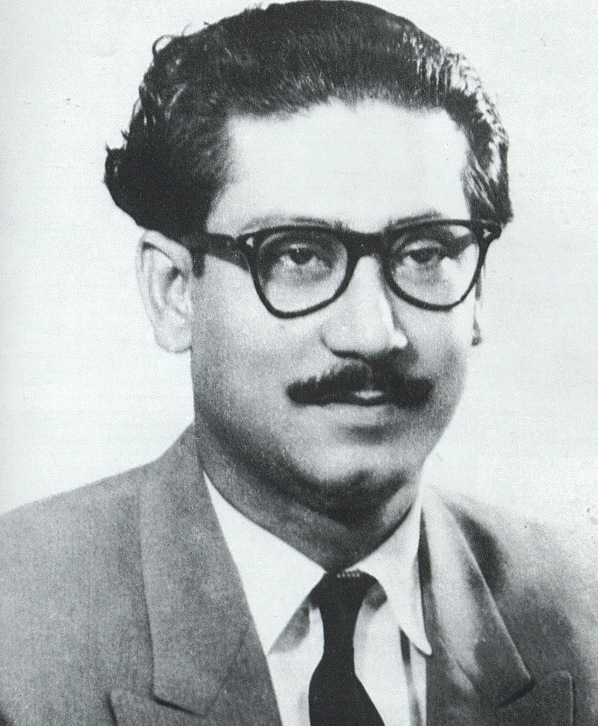
Mujib durante los inicios de su carrera.

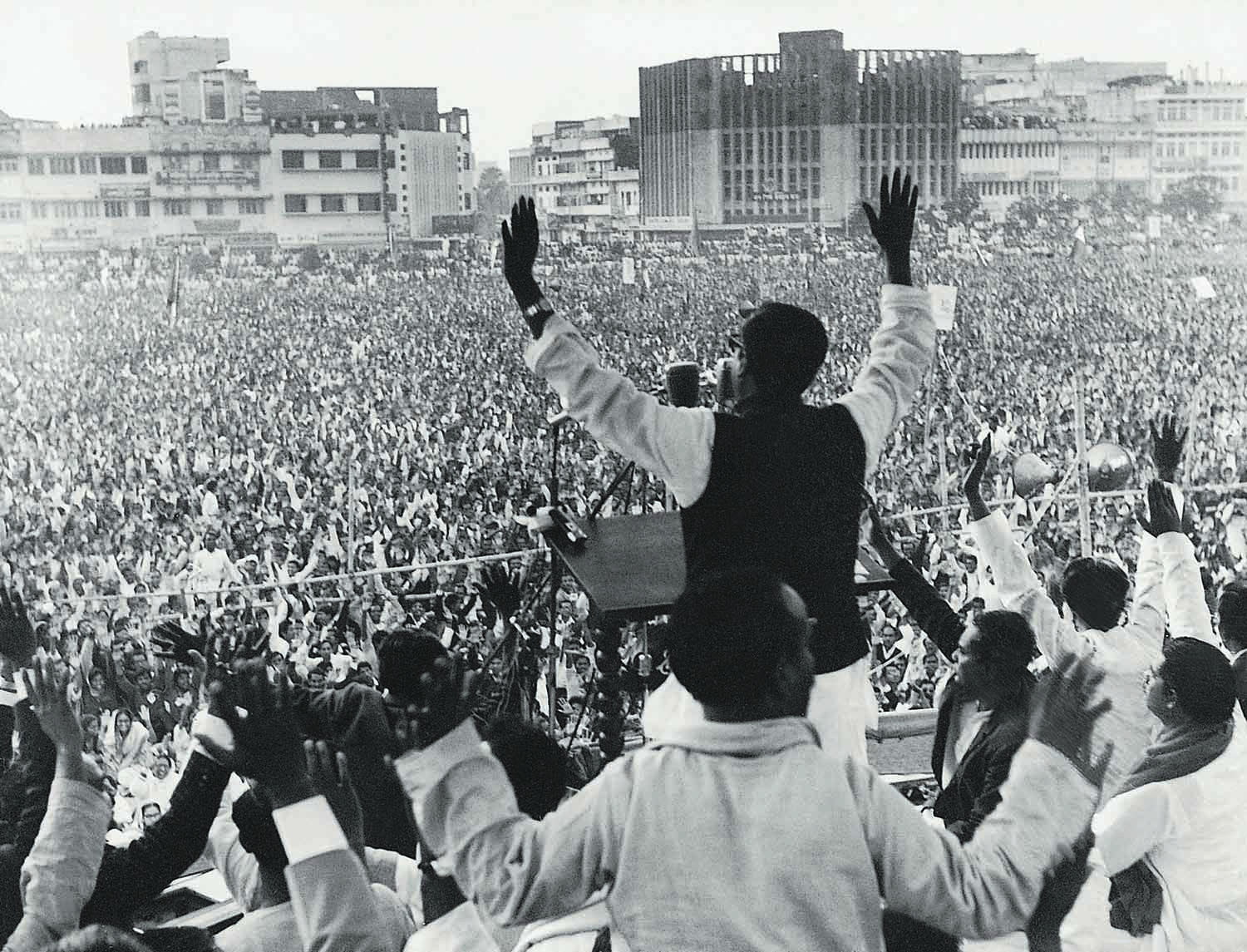
Mujib saludando a la multitud en un mitin en el Paltan Maidan de Dhaka.

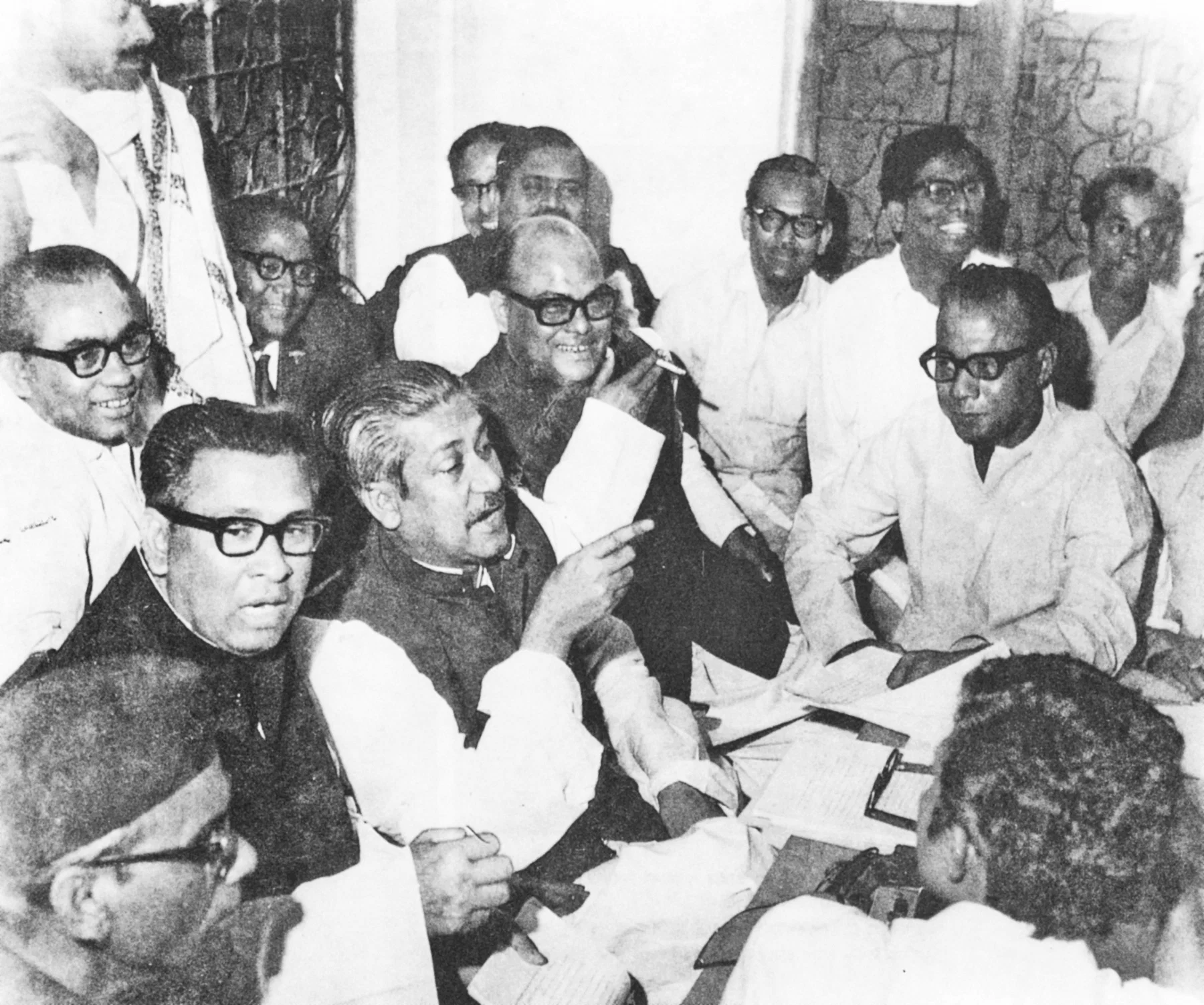
Mujib con dirigentes de la Liga Awami, entre ellos Tajuddin Ahmad y Syed Nazrul Islam.

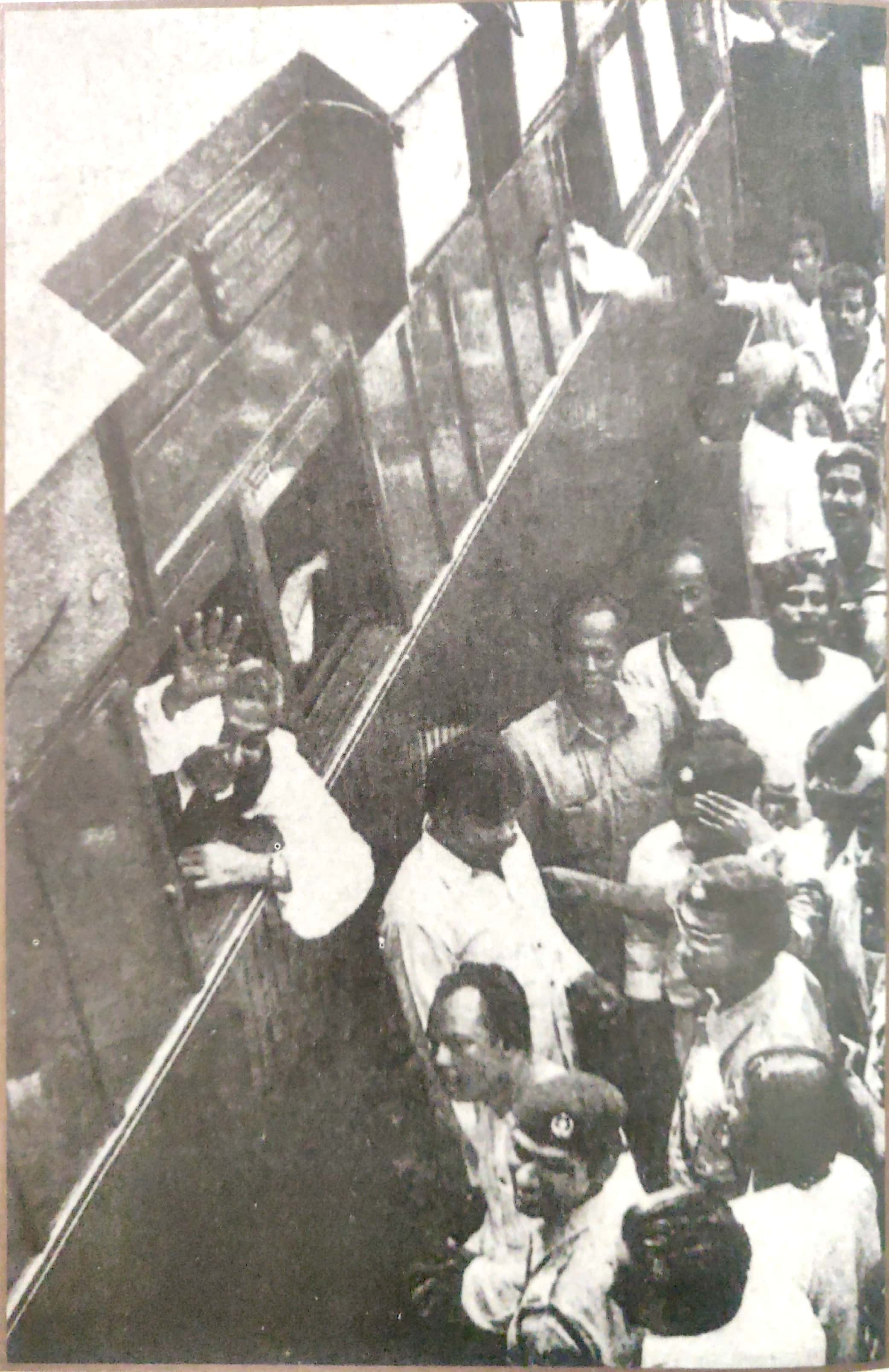
Mujib saludando a la multitud desde un tren.

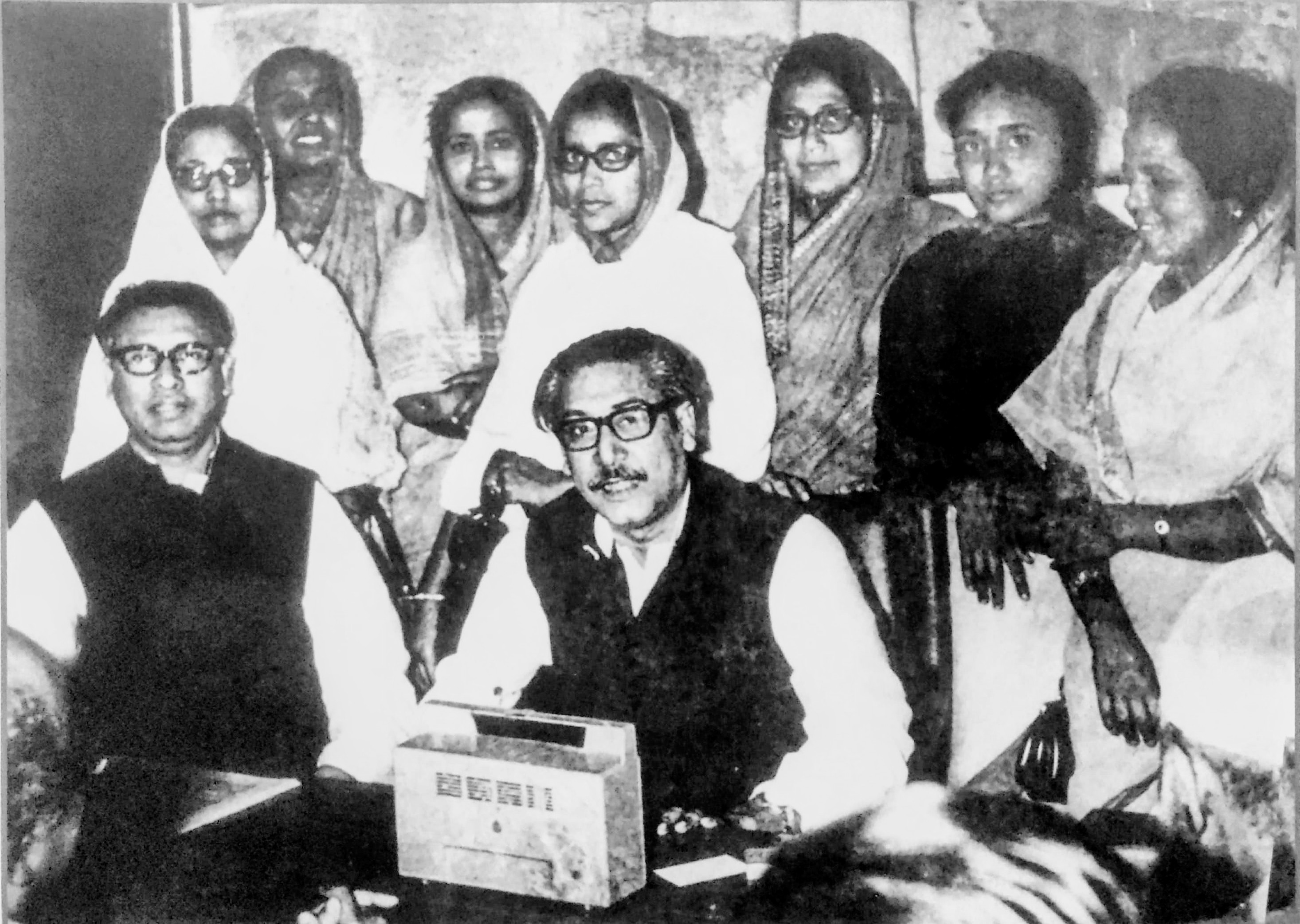
Mujib y Tajuddin con mujeres líderes de la Liga Awami, incluyendo Syeda Sajeda Chowdhury.

Tras la muerte de Suhrawardy en 1963, Mujib se convirtió en secretario general de la Liga Awami de Pakistán, con Nawabzada Nasrullah Khan como presidente titular. La Constitución de Pakistán de 1962 introdujo una república presidencial. Mujib fue uno de los principales líderes que se opuso al presidente Ayub Khan, quien promulgó un sistema de colegio electoral para elegir al parlamento y al presidente del país bajo un sistema conocido como "Democracia Básica". El sufragio universal fue restringido como parte del plan de Democracia Básica.
Mujib apoyó a la candidata de la oposición Fatima Jinnah contra Ayub Khan en las elecciones presidenciales de 1965. Fatima Jinnah, hermana del fundador de Pakistán, Muhammad Ali Jinnah, atrajo a grandes multitudes en Pakistán Oriental durante su campaña presidencial, que contó con el apoyo del Partido de la Oposición Combinada, incluida la Liga Awami. Pakistán Oriental fue el hervidero de la oposición a la presidencia de Ayub Khan. Mujib se hizo popular por expresar las quejas de la población bengalí, incluida su escasa representación en el ejército y la burocracia central. A pesar de generar la mayor parte de los ingresos por exportaciones e impuestos aduaneros de Pakistán, Pakistán Oriental recibió una asignación presupuestaria menor que Pakistán Occidental.
La guerra indo-pakistaní de 1965 terminó en tablas. La Declaración de Taskent se consideró a nivel nacional como una cesión de las ganancias de Pakistán a India. El ministro de Asuntos Exteriores de Ayub Khan, Zulfikar Ali Bhutto, dimitió del gobierno, formó el Partido Popular de Pakistán, y explotó el descontento público contra el régimen.
En 1965, Pakistán prohibió las obras del premio Nobel Rabindranath Tagore en los medios de comunicación estatales. La censura en los medios de comunicación estatales impulsó a grupos de la sociedad civil bengalí como Chhayanaut a preservar la cultura bengalí. Cuando Ayub Khan comparó a los bengalíes con bestias, el poeta Sufia Kamal replicó que "si las personas son bestias, entonces como Presidente de la República, usted es el rey de las bestias". The Daily Ittefaq dirigido por Tofazzal Hossain expresó sus crecientes aspiraciones de democracia, autonomía y nacionalismo. Economistas de la Universidad de Dhaka señalaron la masiva reasignación de ingresos a Pakistán Occidental, a pesar del papel de Pakistán Oriental en la generación de la mayor parte de los ingresos por exportaciones del país. Rehman Sobhan parafraseó la teoría de las dos naciones y la convirtió en la teoría de las dos economías. Sostuvo que Pakistán Oriental y Occidental tenían dos economías fundamentalmente distintas dentro de un mismo país.
En 1966, Mujib presentó un plan de seis puntos en una conferencia nacional de los partidos de la oposición en Lahore. La ciudad de Lahore fue elegida por su simbolismo como el lugar donde la Resolución de Lahore fue adoptada por la Liga Musulmana en 1940. Los seis puntos pedían la abolición del plan de Democracia Básica, la restauración del sufragio universal, la devolución del poder federal a las provincias de Pakistán Oriental y Occidental, políticas fiscales, monetarias y comerciales separadas para Pakistán Oriental y Occidental, y un mayor gasto en seguridad para Pakistán Oriental.

1. La constitución debe prever una Federación de Pakistán en su verdadero sentido sobre la Resolución de Lahore y la forma parlamentaria de gobierno con supremacía de una legislatura elegida directamente sobre la base del sufragio universal de los adultos.
2. El gobierno federal debe ocuparse sólo de dos temas: defensa y asuntos exteriores, y todos los demás temas residuales corresponderán a los estados federados.
3. Deben introducirse dos monedas separadas, pero libremente convertibles para las dos alas; o si esto no es factible, debe haber una moneda para todo el país, pero deben introducirse disposiciones constitucionales efectivas para detener la fuga de capitales de Pakistán Oriental a Pakistán Occidental. Además, debería establecerse una reserva bancaria separada y adoptarse una política fiscal y monetaria separada para Pakistán Oriental.
4. La potestad tributaria y de recaudación de ingresos corresponderá a las unidades federadas y el centro federal no tendrá dicha potestad. La Federación tendrá derecho a una parte de los impuestos estatales para hacer frente a sus gastos.
5. Debería haber dos cuentas separadas para los ingresos en divisas de las dos alas; las necesidades de divisas del gobierno federal deberían ser cubiertas por las dos alas a partes iguales o en la proporción que se fije; los productos autóctonos deberían circular libres de impuestos entre las dos alas, y la constitución debería facultar a las unidades para establecer vínculos comerciales con países extranjeros.
6. Pakistán Oriental debería tener unas fuerzas paramilitares separadas.

Los puntos de Mujib catalizaron el apoyo público en todo Pakistán Oriental, lanzando lo que los historiadores han denominado el movimiento de los seis puntos, reconocido como el punto de inflexión para que Pakistán Oriental y Occidental se convirtieran en dos naciones. Mujib insistió en una democracia federal y obtuvo un amplio apoyo de la población bengalí. En 1966, Mujib fue elegido Presidente de la Liga Awami. Tajuddin Ahmad le sucedió como Secretario General.

## Legado

### Culto a la personalidad
Durante el mandato de Sheikh Hasina como primera ministra de Bangladés, la Liga Awami impulsó un culto hacia su persona y su legado. Su día de nacimiento, así como su asesinato, fueron designados como días festivos de carácter nacional. Muchas carreteras, instituciones, bases militares, puentes y otros lugares en Bangladés fueron nombrados o renombrados con su nombre. Se erigieron estatuas en su honor, y su imagen fue impresa en los billetes de la moneda nacional.
Hasina llegaría a enmendar la constitución para hacer obligatoria la presencia del retrato de su padre en todas las escuelas, oficinas gubernamentales y misiones diplomáticas del país e hizo ilegal criticar a su padre, sus ideales y sus acciones, especialmente sobre su mandato durante el régimen de partido único, a través de la escritura, discursos o medios electrónicos.
Esto derivó en un sentimiento anti-Mujib por parte de la población, así como la oposición al gobierno de la Liga Awami. Tras la caída de Hasina en agosto de 2024, el gobierno interino empezaría a desmantelar tal culto.